# A Disney+ saját gyártású filmjeinek listája
A Disney+ a Disney Media and Entertainment Distribution tulajdonában lévő video on demand streaming-szolgáltatás, mely az Egyesült Államokban 2019. november 12-én indult el, később pedig fokozatosan világszerte számos országban, köztük Magyarországon is megjelent. Saját gyártású filmjeit olyan Disney tulajdonú márkák készítik, mint a Walt Disney Pictures, a Disney Branded Television, a 20th Century Studios, a Pixar, a Marvel Studios, a Lucasfilm és a National Geographic.

## Saját gyártású filmek

### Játékfilmek
| Cím (zárójelben az eredeti cím)                                                                                | Műfaj                                                            | Megjelenési dátum    | Játékidő      |
| --- | ---------------------------------------------------------------- | -------------------- | ------------- |
| Susi és Tekergő (Lady and the Tramp)                                                                           | romantikus, családi, vígjáték, akció/kaland                      | 2019. november 12.   | 1 óra 52 perc |
| Noelle: A Télapó lánya (Noelle)                                                                                | családi, vígjáték, fantasy                                       | 2019. november 12.   | 1 óra 46 perc |
| Togo (Togo) | túlélés, történelmi, családi, állatvilág/természet, akció/kaland | 2019. december 20.   | 1 óra 57 perc |
| Timmy Kudarc: Becsúszott pár hiba (Timmy Failure: Mistakes Were Made)                                          | rejtély, dráma, családi, vígjáték                                | 2020. február 7.     | 1 óra 44 perc |
| Stargirl (Stargirl)                                                                                            | romantikus, dráma, felnőtté válás, musical                       | 2020. március 13.    | 1 óra 48 perc |
| Varázstábor (Magic Camp)                                                                                       | családi, vígjáték                                                | 2020. augusztus 14.  | 1 óra 43 perc |
| Phineas és Ferb, a film: Candace az Univerzum ellen (Phineas and Ferb the Movie: Candace Against the Universe) | sci-fi, vígjáték, animáció, akció/kaland, musical                | 2020. augusztus 28.  | 1 óra 30 perc |
| Másodszülött Királyi Sarjak Titkos Társasága (Secret Society of Second-Born Royals)                            | felnőtté válás, sci-fi, családi, szuperhősök, ackió/kaland       | 2020. szeptember 25. | 1 óra 40 perc |
| Felhők (Clouds)                                                                                                | dráma, életrajzi, zene                                           | 2020. október 16.    | 2 óra 3 perc  |
| Fekete szépség (Black Beauty)                                                                                  | dráma, állatvilág/természet                                      | 2020. november 27.   | 1 óra 52 perc |
| Keresztanyu (Godmothered)                                                                                      | családi, vígjáték, fantasy                                       | 2020. december 4.    | 1 óra 55 perc |
| A védő (Safety)                                                                                                | sport, dráma, életrajzi                                          | 2020. december 11.   | 2 óra 3 perc  |
| Lelki ismeretek (Soul)                                                                                         | családi, vígjáték, fantasy, animáció, zene                       | 2020. december 25.   | 1 óra 50 perc |
| Flora & Odüsszeusz (Flora & Ulysses)                                                                           | dráma, felnőtté válás, családi, vígjáték, szuperhősök            | 2021. február 19.    | 1 óra 36 perc |
| Luca (Luca) | felnőtté válás, családi, fantasy, animáció, haverfilm            | 2021. június 18.     | 1 óra 41 perc |
| Reszkessetek, betörők! – Otthon, édes otthon (Home Sweet Home Alone)                                           | családi, vígjáték                                                | 2021. november 12.   | 1 óra 35 perc |
| Egy ropi naplója (Diary of a Wimpy Kid)                                                                        | családi, vígjáték, animáció                                      | 2021. december 3.    | 58 perc       |
| Vad Buck jégkorszaki kalandjai (The Ice Age Adventures of Buck Wild)                                           | családi, vígjáték, animáció, akció/kaland                        | 2022. január 28.     | 1 óra 23 perc |
| Pirula Panda (Turning Red)                                                                                     | felnőtté válás, családi, vígjáték, fantasy, animáció             | 2022. március 11.    | 1 óra 47 perc |
| Tucatjával olcsóbb (Cheaper by the Dozen)                                                                      | családi, vígjáték                                                | 2022. március 18.    | 1 óra 49 perc |
| Nate az embered (Better Nate Than Ever)                                                                        | felnőtté válás, családi, vígjáték, zene                          | 2022. április 1.     | 1 óra 34 perc |
| Cipőpipőke (Sneakerella)                                                                                       | romantikus, családi, vígjáték, musical                           | 2022. május 13.      | 1 óra 52 perc |
| Chip és Dale: A Csipet Csapat (Chip 'n Dale: Rescue Rangers)                                                   | rejtély, családi, vígjáték, akció/kaland, haverfilm              | 2022. május 20.      | 1 óra 38 perc |
| Stargirl Hollywoodban (Hollywood Stargirl)                                                                     | romantikus, dráma, felnőtté válás, zene                          | 2022. június 3.      | 1 óra 45 perc |
| Felemelkedés (Rise)                                                                                            | sport, dráma, életrajzi                                          | 2022. június 24.     | 1 óra 53 perc |
| Zombik 3 (Zombies 3)                                                                                           | musical, fantasy                                                 | 2022. július 15.     | 1 óra 30 perc |
| Pinokkió (Pinocchio)                                                                                           | családi, fantasy, akció/kaland, musical                          | 2022. szeptember 8.  | 1 óra 51 perc |
| Hókusz pókusz 2 (Hocus Pocus 2)                                                                                | családi, vígjáték, fantasy                                       | 2022. szeptember 30. | 1 óra 47 perc |
| Bűbáj 2. – Kiábrándulva (Disenchanted)                                                                         | családi, vígjáték, fantasy, musical                              | 2022. november 18.   | 2 óra 1 perc  |
| Egy ropi naplója: Rodrick a király (Diary of a Wimpy Kid: Rodrick Rules)                                       | családi, vígjáték, animáció                                      | 2022. december 2.    | 1 óra 16 perc |
| Éjszaka a múzeumban: Kahmunrah visszatér (Night at the Museum: Kahmunrah Rises Again)                          | vígjáték, akció/kaland                                           | 2022. december 9.    | 1 óra 20 perc |

### Dokumentumfilmek
| Cím (zárójelben az eredeti cím)                                                   | Műfaj                           | Megjelenési dátum  | Játékidő      |
| --------------------------------------------------------------------------------- | ------------------------------- | ------------------ | ------------- |
| Delfinek zátonya (Dolphin Reef)                                                   | családi, állatvilág/természet   | 2020. április 3.   | 1 óra 18 perc |
| Elefánt (Elephant)                                                                | családi, állatvilág/természet   | 2020. április 3.   | 1 óra 29 perc |
| Howard (Howard)                                                                   | életrajzi, zene                 | 2020. augusztus 7. | 1 óra 35 perc |
| Folklore: The Long Pond Studio Sessions (Folklore: The Long Pond Studio Sessions) | zene                            | 2020. november 25. | 1 óra 46 perc |
| Fiatal lángelmék (Own the Room)                                                   | dokumentumfilm                  | 2021. március 12.  | 1 óra 31 perc |
| Wolfgang (Wolfgang)                                                               | életrajzi                       | 2021. június 25.   | 1 óra 20 perc |
| Kaszkadőr (Stuntman)                                                              | dokumentumfilm                  | 2021. július 23.   | 1 óra 27 perc |
| Életem a cápák között (Playing with Sharks)                                       | életrajzi, állatvilág/természet | 2021. július 23.   | 1 óra 31 perc |
| Több, mint robot (More Than Robots)                                               | dokumentumfilm                  | 2022. március 18.  | 1 óra 31 perc |
| Olivia Rodrigo: Haza, hozzád (Olivia Rodrigo: Driving Home 2 U)                   | zene                            | 2022. március 25.  | 1 óra 16 perc |
| Jegesmedve (Polar Bear)                                                           | családi, állatvilág/természet   | 2022. április 22.  | 1 óra 24 perc |
| Mickey – Egy egér története (Mickey: The Story of a Mouse)                        | családi                         | 2022. november 18. | 1 óra 33 perc |
| Idina Menzel: Merre van a színpad (Idina Menzel: Which Way to the Stage?)         | életrajzi, zene                 | 2022. december 9.  | 1 óra 34 perc |
| Ha ezek a falak énekelni tudnának (If These Walls Could Sing)                     | zene                            | 2022. december 16. | 1 óra 29 perc |

### Különkiadások
| Cím (Eredeti cím)                                                                                   | Műfaj                                                 | Megjelenés dátuma   | Játékidő      |
| --------------------------------------------------------------------------------------------------- | ----------------------------------------------------- | ------------------- | ------------- |
| Delfinekkel merülni (Diving with Dolphins)                                                          | dokumentumfilm, családi, állatvilág/természet         | 2020. április 3.    | 1 óra 19 perc |
| Az elefánt nyomában (In the Footsteps of Elephant)                                                  | dokumentumfilm, állatvilág/természet                  | 2020. április 3.    | 1 óra 29 perc |
| Pingvinélet az Antarktiszon (Penguins: Life on the Edge)                                            | dokumentumfilm, családi, állatvilág/természet         | 2020. április 3.    | 1 óra 18 perc |
| Coco koncerten (A Celebration of the Music from Coco)                                               | koncertfilm, zene, musical                            | 2020. április 10.   | 47 perc       |
| Black Is King                                                                                       | tánc, zene, musical                                   | 2020. július 31.    | 1 óra 25 perc |
| LEGO: Star Wars ünnepi különkiadás (The LEGO Star Wars Holiday Special)                             | sci-fi, vígjáték, gyerekműsor, animáció, akció/kaland | 2020. november 17.  | 49 perc       |
| Az Arendelle kastély kandallójánál (Arendelle Castle Yule Log)                                      | családi, animáció                                     | 2020. december 18.  | 3 óra         |
| Szenilla korallzátonya (Dory's Reef Cam)                                                            | családi, animáció                                     | 2020. december 18.  | 3 óra 1 perc  |
| Happier Than Ever: Szerelmes levél Los Angeleshez (Happier Than Ever: A Love Letter to Los Angeles) | koncertfilm, zene                                     | 2021. szeptember 3. | 1 óra 5 perc  |
| LEGO Star Wars: Ijesztő mesék (LEGO Star Wars Terrifying Tales)                                     | sci-fi, animáció, akció/kaland                        | 2021. október 1.    | 48 perc       |
| Muppets: Haunted Mansion (Muppets Haunted Mansion)                                                  | családi, vígjáték, musical                            | 2021. október 8.    | 53 perc       |
| The Making of Happier Than Ever: A Love Letter to Los Angeles                                       | dokumentumfilm                                        | 2021. november 12.  | 30 perc       |
| Arendelle Castle Yule Log: Cut Paper Edition                                                        | animáció                                              | 2021. december 17.  | 3 óra         |
| Öleld át a Pandát: Így készült a Pirula Panda (Embrace the Panda: Making Turning Red)               | dokumentumfilm                                        | 2022. március 11.   | 48 perc       |
| A jég hátán (Így készült a Jegesmedve) (Bear Witness)                                               | dokumentumfilm, családi, állatvilág/természet         | 2022. április 22.   | 1 óra 23 perc |
| A végtelenen túl: Buzz Lightyear útja (Beyond Infinity: Buzz and the Journey to Lightyear)          | dokumentumfilm                                        | 2022. június 10.    | 35 perc       |
| LEGO Star Wars Nyári vakáció (LEGO Star Wars Summer Vacation)                                       | sci-fi, vígjáték, animáció, paródia                   | 2022. augusztus 5.  | 49 perc       |
| Éjjeli Vérfarkas (Werewolf by Night)                                                                | horror, fantasy, szuperhősök, akció/kaland            | 2022. október 7.    | 55 perc       |
| Éjjeli vérfarkas: A kulisszák mögött (Director by Night)                                            | dokumentumfilm, életrajzi                             | 2022. november 4.   | 54 perc       |
| Hószobrászok (Best in Snow)                                                                         | varieté, vetélkedőműsor, családi                      | 2022. november 18.  | 1 óra 37 perc |
| A galaxis őrzői – Ünnepi különkiadás (The Guardians of the Galaxy Holiday Special)                  | sci-fi, vígjáték, szuperhősök, akció/kaland           | 2022. november 25.  | 44 perc       |
| A hiphop Diótörő (The Hip Hop Nutcracker)                                                           | családi, tánc, fantasy, zene                          | 2022. november 25.  | 44 perc       |
| Pentatonix: Ünnepek a világ körül (Pentatonix: Around the World for the Holidays)                   | varieté, családi, zene                                | 2022. december 2.   | 49 perc       |
| Encanto a Hollywood Bowlban (Encanto at the Hollywood Bowl)                                         | koncertfilm, családi, fantasy, zene, musical          | 2022. december 28.  | 45 perc       |

### Rövidfilmek
Olyan különkiadások, amelyek játékideje kevesebb mint 20 perc.
| Cím (Eredeti cím)                               | Műfaj                                             | Megjelenés dátuma  | Játékidő |
| ----------------------------------------------- | ------------------------------------------------- | ------------------ | -------- |
| Lámpaélet (Lamp Life)                           | családi, vígjáték, animáció                       | 2020. január 31.   | 12 perc  |
| Volt egyszer egy hóember (Once Upon a Snowman)  | családi, vígjáték, fantasy, gyerekműsor, animáció | 2020. október 23.  | 13 perc  |
| Monda: Egy Jégvarázs mese (Myth: A Frozen Tale) | családi, fantasy, gyerekműsor, animáció           | 2021, február 26.  | 12 perc  |
| 22 a Föld ellen (22 vs. Earth)                  | családi, vígjáték, fantasy, animáció              | 2021. április 30.  | 9 perc   |
| Star Wars: Életterek (Star Wars Biomes)         | sci-fi                                            | 2021. május 4.     | 18 perc  |
| Csaó, Alberto! (Ciao Alberto)                   | animáció                                          | 2021. november 12. | 9 perc   |
| Marvel Studios' 2021 Disney+ Day Special        | Sneak peek                                        | 2021. november 12. | 14 perc  |
| Pixar 2021 Disney+ Day Special                  | animáció                                          | 2021. november 12. | 4 perc   |
| Zen – Grogu and Dust Bunnies                    | fantasy, animáció                                 | 2022. november 12. | 3 perc   |

### Élő közvetítések
| Cím (Eredeti cím)                                                                                | Műfaj             | Megjelenés dátuma  | Játékidő      |
| ------------------------------------------------------------------------------------------------ | ----------------- | ------------------ | ------------- |
| Elton John, Farewell Tour: Élőben Los Angelesből (Elton John Live: Farewell From Dodger Stadium) | koncertfilm, zene | 2022. november 20. | 2 óra 54 perc |

### Nem angol nyelvű tartalmak

#### Játékfilmek
| Cím (Eredeti cím)                                              | Műfaj    | Megjelenés dátuma                 | Játékidő      | Nyelv |
| -------------------------------------------------------------- | -------- | --------------------------------- | ------------- | ----- |
| Sakir király és az újrahasznosítás hősei (King Shakir Recycle) | animáció | 2022. július 15. 2023. január 18. | 1 óra 31 perc | Török |

#### Különkiadások
| Cím (Eredeti cím)                                          | Műfaj             | Megjelenés dátuma   | Játékidő      | Nyelv   |
| ---------------------------------------------------------- | ----------------- | ------------------- | ------------- | ------- |
| BTS: Permission to Dance on Stage – LA                     | koncertfilm, zene | 2022. szeptember 8. | 2 óra 10 perc | Koreai  |
| Csak szerelem és ezer dal (Just Love and a Thousand Songs) | koncertfilm, zene | 2022. december 8.   | 29 perc       | Spanyol |
| Le Pupille                                                 | dráma             | 2022. december 16.  | 38 perc       | Olasz   |

## Regionális saját gyártású filmek

### Különkiadások
| Cím            | Műfaj          | Megjelenés dátuma    | Játékidő | Exkluzív régió(k) | Nyelv   |
| -------------- | -------------- | -------------------- | -------- | ----------------- | ------- |
| Sea of Plastic | dokumentumfilm | 2020. szeptember 25. | 48 perc  | Franciaország     | Francia |

## Exkluzív filmek

### Játékfilmek
| Cím (Eredeti cím)                         | Műfaj                                  | Megjelenés dátuma   | Játékidő      |
| ----------------------------------------- | -------------------------------------- | ------------------- | ------------- |
| Artemis Fowl (Artemis Fowl)               | sci-fi, fantasy, bűnügyi, akció/kaland | 2020. június 12.    | 1 óra 40 perc |
| Hamilton (Hamilton)                       | életrajzi, történelmi, musical         | 2020. július 3.     | 2 óra 40 perc |
| Ivan, az egyetlen (The One and Only Ivan) | dráma, családi                         | 2020. augusztus 21. | 1 óra 38 perc |
| Trevor: A musical (Trevor the Musical)    | dráma, felnőtté válás, musical         | 2022. június 24.    | 1 óra 53 perc |

### Rövidfilmek
| Cím (Eredeti cím)                                                                                       | Műfaj                                | Megjelenés dátuma   | Játékidő |
| --- | ------------------------------------ | ------------------- | -------- |
| Maggie Simpson "A szunyálásból ébredő erő"-ben (Maggie Simpson in ‘The Force Awakens from Its Nap’)     | sci-fi, vígjáték, animáció, paródia  | 2021. május 4.      | 3 perc   |
| A jó, a Bart és a Loki (The Simpsons: The Good, the Bart, and the Loki)                                 | animáció                             | 2021. július 7.     | 6 perc   |
| Simpson család a Pluszfordulós partyn (The Simpsons in Plusaversary)                                    | animáció                             | 2021. november 12.  | 4 perc   |
| The Simpsons x Bad Bunny: Te Deseo Lo Mejor                                                             | animáció                             | 2021. december 25.  | 3 perc   |
| Billie és Lisa (The Simpsons: When Billie Met Lisa)                                                     | vígjáték, animáció, zene             | 2022. április 22.   | 3 perc   |
| Remembering                                                                                             | fantasy                              | 2022. szeptember 8. | 9 perc   |
| Üdvölet a klubban (The Simpsons: Welcome to the Club)                                                   | vígjáték, fantasy, animáció, musical | 2022. szeptember 8. | 5 perc   |
| A Simpson család és Andrea Bocelli: „Feliz Navidad” (The Simpsons Meet the Bocellis in ‘Feliz Navidad’) | vígjáték, animáció, zene             | 2022. december 15.  | 4 perc   |

### Élő közvetítések
| Cím                                               | Műfaj                               | Megjelenés dátuma    | Játékidő)     | Exkluzív régió(k)      | Nyelv   |
| ------------------------------------------------- | ----------------------------------- | -------------------- | ------------- | ---------------------- | ------- |
| The 94th Academy Awards Nominations Show          | díjátadó                            | 2022. február 8.     | 33 perc       | Kiválasztott régiókban | Angol   |
| TINI Tour 2022: Live From Buenos Aires            | koncertfilm                         | 2022. május 28.      | 1 óra 45 perc | Egyesült Államok       | Spanyol |
| Harmonious Live!                                  | varieté, koncertfilm, családi, zene | 2022. június 21.     | 33 perc       | Kiválasztott régiókban | Angol   |
| GMA: Dancing with the Stars: Casting Announcement | Talk show                           | 2022. szeptember 8.  | 32 perc       | Egyesült Államok       | Angol   |
| D23 Expo Daily: Day 1                             | Sneak peek                          | 2022. szeptember 10. | 12 perc       | Kiválasztott régiókban | Angol   |
| D23 Expo Daily: Day 2                             | Sneak peek                          | 2022. szeptember 11. | 12 perc       | Kiválasztott régiókban | English |
| TINI Tour 2022: Farewell of the Year              | koncertfilm                         | 2022. december 23.   | 1 óra 56 perc | Kiválasztott régiókban | Spanyol |

### Premier Access
A Disney+ Premier Access keretében a Disney lehetőséget nyújtott arra, hogy az emberek megtekinthessék a legújabb filmeket a Covid19-pandémia miatt egyes területeken zárva tartó mozik ellenére is.
| Cím (Eredeti cím)                                    | Műfaj                                                | Premier Access megjelenési dátum | Standard Disney+ megjelenési dátum | Játékidő      | Forr.       |
| ---------------------------------------------------- | ---------------------------------------------------- | -------------------------------- | ---------------------------------- | ------------- | ----------- |
| Mulan (Mulan)                                        | dráma, felnőtté válás, fantasy, akció/kaland         | 2020. szeptember 4.              | 2020. december 4.                  | 1 óra 58 perc | [ 1 ]       |
| Raya és az utolsó sárkány (Raya and the Last Dragon) | családi, fantasy, animáció, akció/kaland             | 2021. március 5.                 | 2021. június 4.                    | 1 óra 55 perc | [ 2 ]       |
| Szörnyella (Cruella)                                 | dráma, bűnügyi                                       | 2021. május 28.                  | 2021. augusztus 27.                | 2 óra 17 perc | [ 3 ] [ 4 ] |
| Fekete Özvegy (Black Widow)                          | kém/hírszerzés, szuperhősök, akció/kaland            | 2021. július 9.                  | 2021. október 6.                   | 2 óra 15 perc | [ 3 ] [ 4 ] |
| Dzsungeltúra (Jungle Cruise)                         | romantikus, családi, vígjáték, fantasy, akció/kaland | 2021. július 30.                 | 2021. november 12.                 | 2 óra 9 perc  | [ 4 ] [ 5 ] |

## Lásd még
- A Disney+ saját gyártású műsorainak listája